# Balta Tocila
Balta Tocila – wieś w Rumunii, w okręgu Buzău, w gminie Scorțoasa. W 2011 roku liczyła 273 mieszkańców.